# Tour de Vendée 1998
Il Tour de Vendée 1998, ventisettesima edizione della corsa e valida come evento del circuito UCI categoria 1.3, si svolse il 26 aprile 1998 per un percorso totale di 204,2 km. Fu vinta dall'italiano Marco Antonio Di Renzo che terminò la gara con in 4h56'54" alla media di 41,266 km/h.
Partenza con 174 ciclisti, dei quali 49 portarono a termine il percorso.

## Ordine d'arrivo (Top 10)
| Pos. | Corridore              | Squadra         | Tempo    |
| ---- | ---------------------- | --------------- | -------- |
| 1    | Marco Antonio Di Renzo | Cantina Tollo   | 4h56'54" |
| 2    | Laurent Desbiens       | Cofidis         | a 1"     |
| 3    | Jaan Kirsipuu          | Casino-Ag2r     | a 14"    |
| 4    | Damien Nazon           | Franç. des Jeux | s.t.     |
| 5    | Frédéric Moncassin     | GAN             | s.t.     |
| 6    | Laurent Brochard       | Festina-Lotus   | a 16"    |
| 7    | Franck Morelle         | Franç. des Jeux | s.t.     |
| 8    | Stéphane Barthe        | Casino-Ag2r     | s.t.     |
| 9    | Gilles Talmant         | Mutuelle        | s.t.     |
| 10   | Wim Omloop             | Spar-RDM        | s.t.     |